# 柏市立西原中学校
柏市立西原中学校（かしわしりつ にしはらちゅうがっこう）は、千葉県柏市西原に位置する公立中学校。略称は「西中（にしちゅう）」。

## 概要
千葉県柏市の飛び地である西原地域に位置する中学校。柏市北西部の流山市との入り組んだ市境付近をカバーする。主に柏市立十余二小学校および柏市立西原小学校の児童が進学する校区となっている。

## 沿革
学校ホームページによる。
- 1979年4月1日：柏市立柏中学校から分離
- 1980年3月4日：開校記念式典（開校記念日）
- 1988年11月12日：創立10周年記念式典
- 1998年12月5日：創立20周年記念式典
- 2008年11月28日：創立30周年記念式典
- 2014年10月：普通教室棟耐震工事
- 2015年11月：校舎耐震補強工事
- 2018年3月：普通教室エアコン工事完了
  - 4月：柏市立柏の葉中学校開校に伴い、一部の校区を分離
  - 5月：創立40周年記念航空写真撮影

## 学校行事
- 4月：入学式、宿泊研修（1年）
- 5月：修学旅行、林間学校（3年、2年）
- 6月：生徒総会、期末考査
- 8月：夏季休業
- 9月：体育祭
- 10月：中間考査、生徒会総務部選挙
- 11月：西松祭（合唱コンクール兼文化祭）
- 12月：期末考査
- 2月：学年末考査
- 3月：卒業式

## 主な卒業生
- 隆の勝伸明（大相撲力士）[3]

## 交通
東武野田線（東武アーバンパークライン）初石駅から徒歩15分